# 2012 009 conclusion GOD'S WAR
『2012 009 conclusion GOD'S WAR -サイボーグ009完結編』（トゥエンティ・トゥエルブ ゼロゼロナイン・コンクルージョン ゴッズ・ウォー -サイボーグゼロゼロナインかんけつへん）は、石ノ森章太郎と小野寺丈の共著による小説。石ノ森の漫画『サイボーグ009』の完結編である。
2006年12月19日、角川書店から単行本第1巻が発売された。この時点で全3巻の予定であることが発表されていたが、単行本の発売は1巻のみに留まった。2012年に版を変え、角川文庫から全3巻が発売された。
2012年から2014年までコミカライズ版『サイボーグ009 完結編 conclusion GOD'S WAR』がウェブコミック配信された。

## 概要
『サイボーグ009』の完結編としては、過去に『冒険王』1969年2月号から6月号に連載された『天使編』、『COM』1969年10月号から1970年12月号に連載された『神々との戦い編』が発表されていたが、いずれも未完に終わっている。自らのライフワークとなった『009』の完結は石ノ森にとって「是が非でも成し遂げねばならないこと」だった。
病に侵されてもなお完結編の構想を練り続け、21冊にも及ぶ膨大な構想ノートを残した石ノ森だが、自らの手で完成させることができないまま逝去した。その後、生前の石ノ森から全体の構想を聞かされていた小野寺丈が、構想ノートに書き残されたプロットと石ノ森が部分的に書き上げていた原稿を基に完成させることになった。しかし、プロットの中には明らかに没であろう要素も書かれており、採用するべき要素の選定から行わなければならなかった。また、002の章は初稿ながら一応は原稿が完成していた一方で、007の章はプロットにもタイトルしか書かれておらず、小野寺が全編を書き下ろしているなど、石ノ森が残したプロットや原稿の完成度は章によって大きく異なっていた。小野寺はあとがきの中で「本当ならメモを取ったり綿密な打ち合わせをしたりするべきだったのだろうが、それをやってしまうと石ノ森から生きる意欲を奪うことになりそうで、恐くてできなかった」と語っている。また、小野寺にとって初挑戦となる小説であり、多くのファンが長年待ち望んでいた完結編ということもあって、並々ならぬプレッシャーを感じたという。
なお、小説という形での発表は石ノ森の意志でもあった。その後漫画化することも考えており、まずは書き下ろしの形で単行本全10巻を同時発売、その後再構成して『コミックアルファ』に連載する予定だったという。これは島本和彦作画による『スカルマン』との石ノ森をフィーチャーした2大企画の一つとして考えられていた。石ノ森の逝去によって本作の漫画化がその時点では実現できなくなったため、島本は『スカルマン』の構成を当初の予定から変更しなければならなかったという。
本作においては、後述するように「サイボーグ戦士たちは21世紀の人間だった」という設定になっている。そのため、誕生経緯などが新たな解釈に変更されている。特に004が改造される経緯は、従来の設定では重要な役割を果たしていたベルリンの壁が21世紀には存在しないため、大幅な変更が行われている。
本作のプロットの一部は、2002年にテレビアニメ『サイボーグ009 THE CYBORG SOLDIER』の最終3話（放送時は2話）「Conclusion God's War〜序章〜」として先行公開されていたが、完成作品と異なる描写もあり、アニメ放送後もプロットの練り直しが続けられていたことが窺える。

### ウェブコミック
小野寺丈構成による『サイボーグ009 完結編 conclusion GOD'S WAR』（サイボーグゼロゼロナイン かんけつへん コンクルージョン・ゴッズ・ウォー）が、2012年4月13日より『クラブサンデー』にてウェブコミックとして配信された。石ノ森の構想ノートと本人による小説原稿に基づいて構成されており、ほぼ毎月中旬に新エピソードが掲載された。同10月18日に単行本の第1巻が小学館より発売された。
作者クレジット
- 原作：石ノ森章太郎、小野寺丈
- 作画：早瀬マサト（第1話 - 第9話）→シュガー佐藤（第10話 - ）、石森プロ

エピソード
※日付は配信期間。第1話のみ、いつでも閲覧可能（2013年12月現在）。エピソードによっては終了日が明記されていない。
1. プロローグ サイボーグ001 〜天使の羽音〜 - 2012年4月13日 -
2. サイボーグ002 〜摩天楼の底〜（前編） - 2012年5月11日 - 7月12日
3. サイボーグ002 〜摩天楼の底〜（後編） - 2012年6月12日 - 7月9日
4. サイボーグ003 〜ありえざるもの〜（前編） - 2012年7月10日 - 9月10日
5. サイボーグ003 〜ありえざるもの〜（後編） - 2012年8月10日 - 9月25日
6. サイボーグ004 〜妖精街道〜（前編） - 2012年9月25日 - 11月26日
7. サイボーグ004 〜妖精街道〜（後編） - 2012年11月13日 - 2013年1月14日
8. サイボーグ005 〜ガイヤの都〜（前編） - 2012年12月14日 -
9. サイボーグ005 〜ガイヤの都〜（後編） - 2013年1月25日 -
10. サイボーグ006 〜天空の食〜（前編） - 2013年2月22日 - 4月25日
11. サイボーグ006 〜天空の食〜（後編） - 2013年3月8日 - 5月9日
12. サイボーグ007 〜幽霊劇場〜（前編） - 2013年3月22日 - 5月23日
13. サイボーグ007 〜幽霊劇場〜（後編） - 2013年4月12日 - 6月13日
14. サイボーグ008 〜深海ピラミッド〜（前編） - 2013年4月26日 - 6月27日
15. サイボーグ008 〜深海ピラミッド〜（後編） - 2013年5月24日 - 7月25日
16. サイボーグ009 〜女神の陰謀〜（前編） - 2013年6月7日 - 8月8日
17. サイボーグ009 〜女神の陰謀〜（中編） - 2013年6月28日 - 8月29日
18. サイボーグ009 〜女神の陰謀〜（後編） - 2013年7月19日 - 9月19日
19. 最終章 〜戦士たちの招集〜 - 2013年8月2日 - 10月3日
20. 最終章 〜超巨大東京大震災〜 - 2013年8月23日 - 10月24日
21. 最終章 〜空と海の邪鬼〜 - 2013年9月6日 - 11月7日
22. 最終章 〜サイボーグ戦士の敗北〜 - 2013年9月24日 - 11月25日
23. 最終章 〜新宿牙城〜 - 2013年10月8日 - 12月9日
24. 最終章 〜牙城の壊滅〜 - 2013年10月22日 - 12月23日
25. 最終章 〜神の罠〜 - 2013年11月5日 -
26. 最終章 〜覚醒〜 - 2013年11月19日 -
27. 最終章 〜神々の製造所〜 - 2013年12月3日 -
28. 最終章 〜神々の集結〜 - 2013年12月17日 -
29. 最終章 〜神の神〜 - 2014年1月17日 -
30. 最終章 〜二つの宇宙〜 - 2014年2月4日 -

## 物語
1997年8月。石ノ森章太郎は病床に伏しながらも、自らの代表作『サイボーグ009』の完結編についての構想を巡らせていた。そんな彼の前に、ギルモア博士が現れた。
自分の萬画の登場人物が現実に現れたことに驚きを隠せない石ノ森。だが、ギルモアの言葉は更に彼を驚かせるものだった。萬画に登場するサイボーグ戦士たちは本来は21世紀の人間であり、彼等の戦いを001 / イワンがテレパシーで過去の石ノ森に伝え、それを基に描かれたのが萬画『サイボーグ009』だというのだ。そして彼自身も、2011年の世界からイワンの超能力でタイムスリップしてきたという。
さらにギルモアは、戦いを終えて各自の生活に戻ったサイボーグ戦士たちが、それぞれ「神」の存在を匂わせる事件に遭遇していると語る。それは彼等にとって最後となる戦いの予兆であろう、そしてそのヒントとなるのが、これから描かれるはずの完結編だというのだが…そこでギルモアは言葉を濁し、「ハッピーエンドを頼む」と言い残して去っていった。
石ノ森はギルモアの態度から自分の死期を悟り、完結編の完成を急ぐ。そのタイトルは…
『2012 009 conclusion GOD'S WAR』
黒い幽霊団（ブラックゴースト）との戦いが終わり、仲間と別れ、それぞれに暮らしていたサイボーグ戦士たちは、個々に不思議な事件と遭遇する。そのいずれもが超常の力をもった「神」の存在をうかがわせるものだった。
東日本大震災の翌年、奇怪な化け物、邪鬼たちが日本を襲い、人々を殺し始めた。サイボーグ戦士たちは人々の命を護るために戦うが、苦戦を強いられ、全滅に近い敗北となる。心身ともに大きな傷を負ったサイボーグ戦士たちだったが、001が新しい力を授けたことで、どうにか邪鬼たちを撃退した。
邪鬼たちの襲撃の後、世界は一見平穏に見えたが、神々の攻撃は精神面から行われていた。かろうじて精神攻撃を跳ね除けたサイボーグ戦士たちは新しい力を更に発展させ超能力サイボーグ（PSI-borg）へと進化する。
だが、神々、魔神と呼ばれた者たちの本格的な攻勢の前に、再び劣勢を強いられる。しかも、008とギルモア博士が神々の側に付いたのだった。

### 本作におけるサイボーグ戦士の誕生経緯
2005年、宇宙開発の為のサイボーグを作る計画「C・A・P」が進められ、世界各国から優秀な科学者が集められた。しかし、その実態は近い将来起こるであろう成層圏を舞台にした戦争を見越してサイボーグ兵士を開発する計画だった。各国から集められたという資金もその本当の出所は「死の商人」と呼ばれる軍需産業である「黒い幽霊団」だった。001 - 009のコードネームを与えられたサイボーグ手術の被験者達は皆拉致同然に連れて来られた実験台だった。

## 登場人物
「石ノ森が未来からのメッセージを受けて描いた」という設定の従来の『サイボーグ009』で009たちの戦闘服は赤色でマフラーは黄色だったが、『サイボーグ009 THE CYBORG SOLDIER』の最終3話と『GOD'S WAR』終盤に登場するサイボーグ戦士の戦闘服は青色でマフラーは赤色となり、明確な区別がされている。

### 主要登場人物
石ノ森章太郎
萬画『サイボーグ009』の作者。それまでは自分の萬画の登場人物としか思っていなかったギルモアと出会い、思いもかけぬ真実を知らされる。そして自らの死期を悟り、『009』の完結編の完成を急ぐ。
アイザック・ギルモア
C・A・Pに参加していた科学者。自分達の作ったサイボーグが戦争に利用されようとしていることを知り、彼等と共に脱出、世界各地での彼等の戦いを見守っていた。
一連の戦いが終わった後は、イワンを引き取って育てていた。しかし、サイボーグ戦士たちがそれぞれ「神」の存在を匂わせる事件に遭遇したことから、彼等の身に起こるであろうことを石ノ森から聞くために、イワンの超能力で1997年へとタイムスリップする。
001 / イワン・ウイスキー
C・A・Pに参加した父親の手で改造され、生身の人間が活動できない場所での司令塔となることが目的で、天才的な頭脳と超能力を得た。
一連の戦いが終わった後はギルモアと共に暮らしていた。15日起きて15日寝るという特殊な生活サイクルの持ち主だが、「神」の存在を匂わせる事件ではそのサイクルを乱された挙句、人類の闘争の歴史のイメージを脳裏に植えつけられ、さらに2012年に起こる出来事の一部を予知することになる。
萬画版ではギルモアを石ノ森のもとへ送る前に自らテレパシーで石ノ森にコンタクトを取っている。また本名をイワン・トルスキーと名乗り、他のサイボーグ戦士の本名も石ノ森が考えたものとは異なると語っている。
002 / ジェット・リンク
元ニューヨークの不良少年。成層圏で自在に活動することを目的に飛行能力を持たされた。
一連の戦いが終わった後はニューヨークで探偵業を営んでいたが、ある仕事を引き受けたことから事件に巻き込まれる。
小説版では自分の名前を「作者が付けた」と語り、ジェット・リンクという名前は石ノ森の創作だと知っていることを窺わせる描写がある。
003 / フランソワーズ・アルヌール
パリのバレリーナ。宇宙空間でも情報を得ることが可能な視力と聴力を持たされた。
一連の戦いが終わった後はパリでバレリーナに戻った。過去を忘れるために仲間たちとは意図的に連絡を取り合わないようにしていたが、009 / 島村ジョーに似た境遇を持つ青年アランと出会ったことから事件に巻き込まれる。
女性の声で「瞳を探して」「隔離して」というメッセージを受け取り、直後アランの死の知らせを受ける。その夜クリスタルを求めてやってきたアランとカネットの姿をした天使の襲撃を受ける。
004 / アルベルト・ハインリヒ
ドイツで長距離トラックの運転手をしていたが、好待遇を約束した会社からの迎えの車に恋人のヒルダと共に乗ったところ、その道程で自分が人体実験の被験者に選ばれたことを知り、ヒルダと共に逃走。しかし、ヒルダは射殺され、自身はさらわれて惑星開発を名目に様々な武器を内蔵したサイボーグにされてしまう。本作では左手の指もマシンガンになっている。
一連の戦いが終わった後はトラックの運転手に戻ったが、ヒルダの面影を残す女性イエレと出会ったことから事件に巻き込まれる。
005 / ジェロニモ・ジュニア
インディアン保留地で暮らしていたが、働き先のガソリンスタンドで誘拐同然に連れ去られ、超重機の役目を担う想像を絶する腕力を持ったサイボーグにされてしまう。
一連の戦いが終わった後はアマゾン川流域で植物や動物を救うため密猟者取締官に就く。取締官の相棒であるインディアン（部族は異なる）が密猟者グループに殺され、そのグループを追う内に事件に巻き込まれる。
006 / 張々湖（ちゃんちゃんこ）
貧困から日本へ密航を企てたが乗っていた船が沈没。C・A・Pの手のものに救出され、惑星開拓用に岩盤を溶かす熱戦を放射するサイボーグにされてしまう。
一連の戦いが終わった後は自身がオーナーシェフを務める中華料理店を構えていたが、来店した記憶喪失の男の言葉に、不老不死となる食を求め、非常食を兼ねた黒豚を連れ西域へ旅立ち、事件に巻き込まれる。
007 / グレート・ブリテン
そこそこ名の売れた舞台俳優であったが、酒におぼれるうちに芸が鈍っていったところをC・A・Pの手のもの拉致され、あらゆる環境にどこまで対応できるかと細胞配列を変化させる実験を繰り返されたことでどんな物体にも変身できるサイボーグにされてしまう。
一連の戦いが終わった後は、再び舞台俳優に戻っている。弟子であり、息子のように思っているマイクと共に出演者や演出家が全て失踪した『ハムレット』に役を求めたところ、事件に巻き込まれてゆく。
008 / ピュンマ
大気圏外での無酸素、無重力状態でも活動できるように改造されたことで、深海での自在な活動が可能となった。
極秘裏に打ち上げられたNASAの有人火星探査船に乗る友人に頼まれ、バミューダ海域深海の調査を行う内に、事件に巻き込まれてゆく。
009 / 島村ジョー
少年院から脱走した矢先に拉致され、無重力状態でも常人の何倍ものスピードで動けるように加速装置を搭載された。
一連の戦いが終わった後は、日本の大学の考古学研究室の助手となっている。沖縄の孤島の地下でモアイ像が見つかり、教授の命令でイースター島に向かう。それと同時期日本全体が異常な事態に巻き込まれていく。

### 002 摩天楼の底
エルシー・ライト
ジェットのもとに現れた依頼人。行方不明になった弟・マイケル・ライトを探してほしいと依頼するが、発見されたマイケルは既に死亡しており、フーチョー教団と呼ばれる謎の悪魔崇拝教団にジェットともども拉致される。エルシーは教団に洗脳されたマイケルに殺されることになる。
神皇
ジェットとエルシーを拉致したフーチョー教団の神皇。影の法師とも呼ばれる。黒い幽霊団C・A・P残党の科学者によって人為的に超能力を与えられ心が読めるなどの能力を持っていた。科学者達によって作り出された電撃能力を持つサイボーグによって科学者ともども殺される。
科学者
黒い幽霊団C・A・Pの残党。

### 003 ありえざるもの
アラン・ドヌーブ
バレエ団の中ではまだ準団員のフランソワーズに注目し、メル友になった青年。大学の考古学研究員。
孤児として育った境遇など、ジョーに似た部分を持ち、やがてフランソワーズと恋人のようにやってゆく。しかし、自分が発掘した赤いクリスタルを、来歴の不明な翼をもった女性の胸像の右目に嵌めた時に生じた赤い閃光を浴び変死、その間際にクリスタルを破壊する。その夜、神もしくは天使というべき存在として復活、クリスタルを求めフランソワーズを襲撃する。復活後は背中から翼をはやし、銃撃を受けても瞬く間に回復するようになる。カネットを消滅させた謎の光の源を追って飛び去って行った。
萬画版ではジュン（『章太郎のファンタジーワールド』）のデザインが使用されている。
カネット
ルーブル美術館の職員でアランの友人。アランと同様に赤い閃光を浴び変死した後、天使となって復活する。警官隊を全滅させたのち、フランソワーズをも殺そうとするが、天から降り注ぐ謎の光に包まれクリスタルごと消滅した。
萬画版で紙袋順平（『多羅尾伴内―七つの顔をもつ男』）のデザインが使用されている。
なお、ジュンと順平の組み合わせは、早瀬マサトによる仮面ライダーWのカラーイラストにおける主役2名のモチーフになっている。
モーリス警部
アランとカネットの変死事件を担当する、パリ警視庁の警部。
萬画版では多羅尾伴内（『多羅尾伴内―七つの顔をもつ男』）のデザインが使用されている。
キャムロ
ルーヴル美術館の新人警備員。

### 004 妖精街道
イエレ
ハインリヒがアウクスブルクで出会った女性。かつて〈妖精〉と呼ばれた人形の蝶のような姿をした特殊な能力を持つ者たちの住む村の村長の孫娘で、自身も人の心を読み自分の見たものを他人に見せることができるなどの能力を持つ。村のしきたりで戦士の称号を持つ最も強い者が生贄にされることとなり、恋人を役目から救う目的のためにハインリヒに近付いたが、やがて自分が背負った宿命と孤独や悲しみを知るハインリヒを重ねて見るようになり、彼に思いを寄せるようになる。しかし、クロウとなったカトウリクスに殺されてしまう。
カトウリクス
イエレの恋人で現在の村の戦士。イエレを奪ったハインリヒを憎み、村人を先導してハインリヒと決闘し勝利する。しかし、そのために最強の戦士として生贄になるという運命が決定してしまい、村人たちを恨みながらケルト人が向かったという異界の入り口に突入し、クロウとなって甦り、村人たちを惨殺した後にどこへともなく飛び去って行った。
クロウ
イエレの村で地球を破滅に追い込むといわれている邪神。
ホテルマン
萬画版では東堂克生（『HOTEL』）のデザインが使用されている。

### 005 ガイアの都
ミッキー
甲高い声で話す小柄なネイティブ・アメリカンの男で、ジェロニモの相棒。名前は本名ではなく、ミッキーマウスに似ている事からの愛称である。片腕を肩口から斬り落とされ行方不明になっており、密猟グループに殺されたと考えられていたが、「神」と名乗りジェロニモの前に現れる。同時に人が変わったように横柄な口調で野太い濁声で話すようになった。地球をもとの姿に戻すために魂を集める計画にジェロニモを誘うが、断られたため彼を焼き殺そうとする。しかし、ジェロニモに味方した精霊たちの力で逆に自分が炎に飲み込まれてしまう。その直後、ミッキーの声で話すマヤ文明でククルカン、アステカ文明でケツァルコアトルと呼ばれる羽毛の生えた蛇の姿を擁する鳥神が出現する。

### 006 天空の食
ルン
チベット自治区に住む少年で羊の世話をしている。旅の奇術師と名乗る張々湖に、盗賊から救ってもらったことで懐いている。
アル・ハーン
シャングリ・ラと見まごう不老不死の郷のまとめ役。スキンヘッドで鯰髭を生やした背の高い男。
シバ
天地万物の女王を名乗り、郷人達を従える。象の頭に蛇の髪、瞳のない目と灰色の皮膚で覆われたでっぷりとした体を持つ。熱湯をかぶっても火傷一つ追わず、他人の心を読むなどの能力を持つ。開かずの間に侵入した張々湖に郷で働くか死ぬかを選択させるが、張々湖が熱線で雪崩を起こしたため彼の逃亡をゆるしてしまう。

### 007 幽霊劇場
マイク
10年以上前からブリテンを慕い、師事している青年。「新説ハムレット」では主役のハムレットを演じることとなるが、稽古5日目にして突如行方不明となり、後に遺体で発見される。
チャーリー
演劇プロデューサーで、ブリテンとは旧知の間柄。フランクの依頼で「新説ハムレット」の代替公演を行うことになる。
フランク
50年前に女優が怪死して以来、使ったものが次々変死していったため閉鎖された〈開かずの間〉という楽屋で有名なフランク・プレイヤーズ劇場のオーナー。舞台関係者36人全員が神隠しに遭い、後にマイクが失踪した日に全裸の遺体として全員が空から降ってくるという怪異が発生した。

### 008 深海ピラミッド
ムサンバニ・ボーマン
NASAの職員のアフリカ系アメリカ人。ピュンマの親友。火星から送られるシグナルの正体を突き止めるため、火星に向かうプロジェクトチームのチーフとなる。自分を除く3人のクルーが謎の症状で死亡したため、たった1人で火星に降り立つ。
ロバート・ベイツ、ゲイリー・パトリック、ウォーレン・アンダーソン
NASAでは知らない者のいない有能なパイロットたちだが、謎の症状に侵されたのち、全員が死亡する。
セシリア・モリナ
ピュンマの恋人。ピュンマがサイボーグであることを知り、受け入れたうえで交際を続けていたが、1年以上前に大西洋・バミューダトライアングル上で乗っていた飛行機ごと消息を絶つ。

### 009 女神の陰謀
篝矢翡翠（かがりや ひすい）
篝矢教授の娘で、やや斜視気味の美人。27歳。ジョーとは深い間柄にある。与那国沖でモアイが発掘されて以来、水晶玉占いをして人の心の内を暴くようになり、女神・翡巫女としてメディアの前に現れる。そして、“悪”の根絶を目的として能力を使って人間たちを自殺へと追い込んでいく。瞬間移動や念動波など多彩な能力を有する。
篝矢藤兵衛（かがりや とうべえ）
羅城門大学の教授で考古学者。59歳。ギルモア博士とは古くからの知り合い。心臓に持病がある。持論である〈プレ縄文ドルメン文化の存在〉や〈縄文人南方ルート説〉を実証するため、与那国島沖の岩礁で発掘活動を行う。
猿渡
羅城門大学の助教授。32歳で独身。髪は禿げかかり、太りすぎで低身長。翡翠に気がある。
高垣詩織
羅城門大学の学生。ジョーに思いを寄せる。発掘されたモアイに付着していた乾燥したコケから、像が何者かの手で運ばれた可能性に思い至り、翡翠を説得しようとするが逆に彼女の能力で頭を消失させられ死亡。
合田真太
羅城門大学の学生。あだ名はアイダマコトダ。翡翠に憧れている。教授を殺そうとした翡巫女を止めようとしたが逆に殺害される。
ムン先生
イースター島で小学校教諭をしながらモアイの研究をしている。30歳で6人の子持ち。島にやってきたジョーを案内する。
鳥人
文字通り鳥の頭を持った人。イースター島でジョーを襲撃、加速装置を封じ、念動力で彼を追い詰めるがムン先生が現れたことでどこかへ去っていった。

## 書誌情報

### 小説

#### 単行本
- 石ノ森章太郎・小野寺丈 『2012 009 conclusion GOD'S WAR』 角川書店、2006年12月19日発売[6]、ISBN 4-04-873654-X

#### 文庫版
文庫版あとがき（「文庫化に寄せて」）によると、単行本版より一層レベルアップする為に、一度校閲を通し、全編細かく改稿されているとのこと。
- 石ノ森章太郎・小野寺丈 『2012 009 conclusion GOD'S WAR』 角川書店〈角川文庫〉、全3巻
  1. 「FIRST」2012年9月25日発売[7]、ISBN 978-4-04-100426-5
  2. 「SECOND」2012年9月25日発売[8]、ISBN 978-4-04-100468-5
  3. 「THIRD」2012年10月25日発売[9]、ISBN 978-4-04-100517-0

### 漫画
- 石ノ森章太郎・小野寺丈（原作） / 早瀬マサト・石森プロ （作画） 『サイボーグ009 完結編 conclusion GOD'S WAR』 小学館〈少年サンデーコミックススペシャル〉、全5巻
  1. 2012年10月18日発売[10]、ISBN 978-4-09-124081-1
  2. 2013年5月17日発売[11]、ISBN 978-4-09-124336-2
  3. 2013年10月18日発売[12]、ISBN 978-4-09-124528-1
  4. 2014年1月17日発売[13]、ISBN 978-4-09-124599-1
  5. 2014年4月18日発売[14]、ISBN 978-4-09-124689-9

## 参考資料
- 石ノ森章太郎選集・Shotaro World『サイボーグ009』第11巻、第12巻（メディアファクトリー）
- サイボーグ009 コンプリートブック（メディアファクトリー）
- MF文庫『スカルマン』第1巻（メディアファクトリー）
- ETV特集『石ノ森章太郎 サイボーグ009を作った男』（NHK教育テレビ）